# Kim Ik-Soo
Kim Ik-Soo es un deportista surcoreano que compitió en judo. Ganó una medalla de bronce en los Juegos Asiáticos de 1986 y una medalla de bronce en el Campeonato Asiático de Judo de 1981.

## Palmarés internacional
| Juegos Asiáticos    | Juegos Asiáticos     | Juegos Asiáticos  | Juegos Asiáticos |
| Año                 | Lugar                | Medalla           | Categoría        |
| ------------------- | -------------------- | ----------------- | ---------------- |
| 1986                | Seúl (Corea del Sur) | Medalla de bronce | +95 kg           |
| Campeonato Asiático |                      |                   |                  |
| Año                 | Lugar                | Medalla           | Categoría        |
| 1981                | Yakarta (Indonesia)  | Medalla de bronce | +95 kg           |